# Gianforte Suardi
Gianforte Pietro Prospero Suardi, Conte (Bergamo, 19 giugno 1854 – Roma, 8 aprile 1931), è stato un imprenditore e politico italiano.

## Biografia
Discendente da una nobile famiglia bergamasca di origine medioevale, schierata con la fazione ghibellina, dopo la laurea in giurisprudenza si è dedicato all'amministrazione delle proprietà di famiglia e alla vita politica di Bergamo. Consigliere comunale, assessore e sindaco, consigliere provinciale, è stato deputato per otto legislature, dal 1890 al 1919: ha ricoperto l'incarico di sottosegretario al Ministero dell'agricoltura, industria e commercio nel terzo, quarto e quinto governo presieduto da Antonio di Rudinì ed è stato membro del Comitato dei sette per l'inchiesta sulle banche, costituito dopo lo scandalo della Banca Romana. Nominato senatore a vita nel 1919.